# La Croix-Comtesse
La Croix-Comtesse és un municipi francès situat al departament del Charente Marítim i a la regió de la Nova Aquitània. L'any 2007 tenia 170 habitants.

## Demografia

### Població
El 2007 la població de fet de La Croix-Comtesse era de 170 persones. Hi havia 85 famílies de les quals 24 eren unipersonals (12 homes vivint sols i 12 dones vivint soles), 37 parelles sense fills, 20 parelles amb fills i 4 famílies monoparentals amb fills.
La població ha evolucionat segons el següent gràfic:
Habitants censats

### Habitatges
El 2007 hi havia 107 habitatges, 83 eren l'habitatge principal de la família, 20 eren segones residències i 4 estaven desocupats. 102 eren cases i 1 era un apartament. Dels 83 habitatges principals, 70 estaven ocupats pels seus propietaris, 10 estaven llogats i ocupats pels llogaters i 3 estaven cedits a títol gratuït; 4 tenien dues cambres, 7 en tenien tres, 22 en tenien quatre i 50 en tenien cinc o més. 64 habitatges disposaven pel capbaix d'una plaça de pàrquing. A 38 habitatges hi havia un automòbil i a 33 n'hi havia dos o més.

### Piràmide de població
La piràmide de població per edats i sexe el 2009 era:
| Homes | Edats   | Dones |
| ----- | ------- | ----- |
| 0     | 95 o +  | 0     |
| 0     | 90 a 94 | 0     |
| 0     | 85 a 89 | 0     |
| 8     | 80 a 84 | 4     |
| 4     | 75 a 79 | 8     |
| 4     | 70 a 74 | 12    |
| 8     | 65 a 69 | 8     |
| 8     | 60 a 64 | 4     |
| 0     | 55 a 59 | 0     |
| 8     | 50 a 54 | 4     |
| 0     | 45 a 49 | 4     |
| 0     | 40 a 44 | 8     |
| 0     | 35 a 39 | 0     |
| 16    | 30 a 34 | 8     |
| 4     | 25 a 29 | 4     |
| 0     | 20 a 24 | 4     |
| 4     | 15 a 19 | 4     |
| 0     | 10 a 14 | 4     |
| 4     | 5 a 9   | 4     |
| 8     | 0 a 4   | 0     |

## Economia
El 2007 la població en edat de treballar era de 88 persones, 70 eren actives i 18 eren inactives. De les 70 persones actives 64 estaven ocupades (32 homes i 32 dones) i 6 estaven aturades (6 homes). De les 18 persones inactives 9 estaven jubilades, 2 estaven estudiant i 7 estaven classificades com a «altres inactius».

### Ingressos
El 2009 a La Croix-Comtesse hi havia 91 unitats fiscals que integraven 189 persones, la mediana anual d'ingressos fiscals per persona era de 15.108 €.

### Activitats econòmiques
Dels 6 establiments que hi havia el 2007, 1 era d'una empresa alimentària, 1 d'una empresa de fabricació d'altres productes industrials, 2 d'empreses de comerç i reparació d'automòbils i 2 d'empreses d'hostatgeria i restauració.
Dels 2 establiments de servei als particulars que hi havia el 2009, 1 era un taller de reparació d'automòbils i de material agrícola i 1 restaurant.
L'any 2000 a La Croix-Comtesse hi havia 4 explotacions agrícoles.

## Poblacions més properes
El següent diagrama mostra les poblacions més properes.